# Tasovice (district de Blansko)
Pour les articles homonymes, voir Tasovice.
Tasovice (en allemand : Tassowitz) est une commune du district de Blansko, dans la région de Moravie-du-Sud, en République tchèque. Sa population s'élevait à 71 habitants en 2020.

## Géographie
Tasovice se trouve à 6 km à l'est-sud-ouest de Kunštát, à 21 km au nord-ouest de Blansko, à 36 km au nord-nord-ouest de Brno et à 158 km à l'est-sud-est de Prague.
La commune est limitée par Louka au nord, par Rozseč nad Kunštátem et Kunštát à l'est, par Černovice au sud, et par Hodonín à l'ouest.

## Histoire
La première mention écrite de la localité date de 1406.